# Denkmal für die Opfer des Kommunismus (Prag)

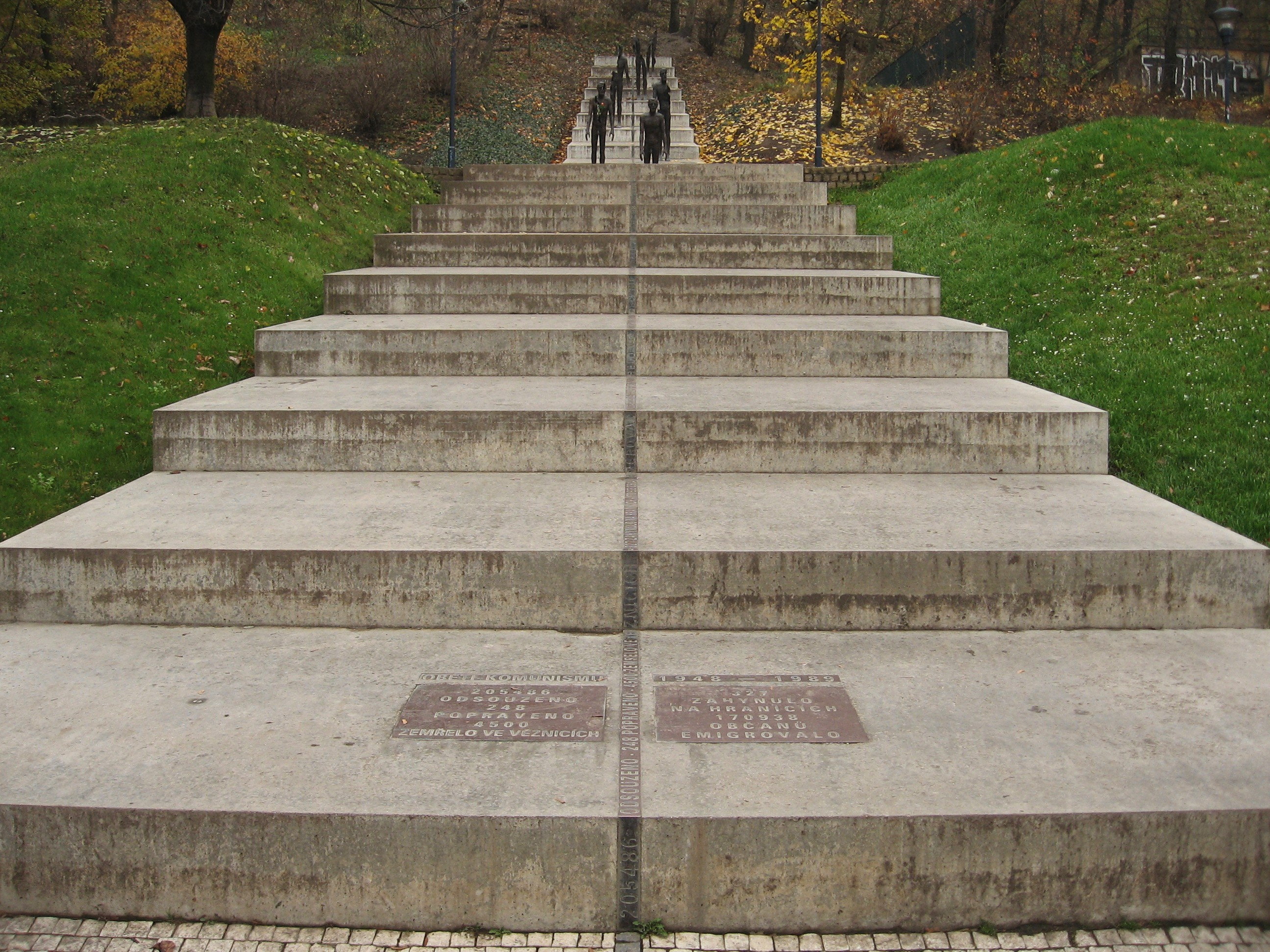
Denkmal für die Opfer des Kommunismus

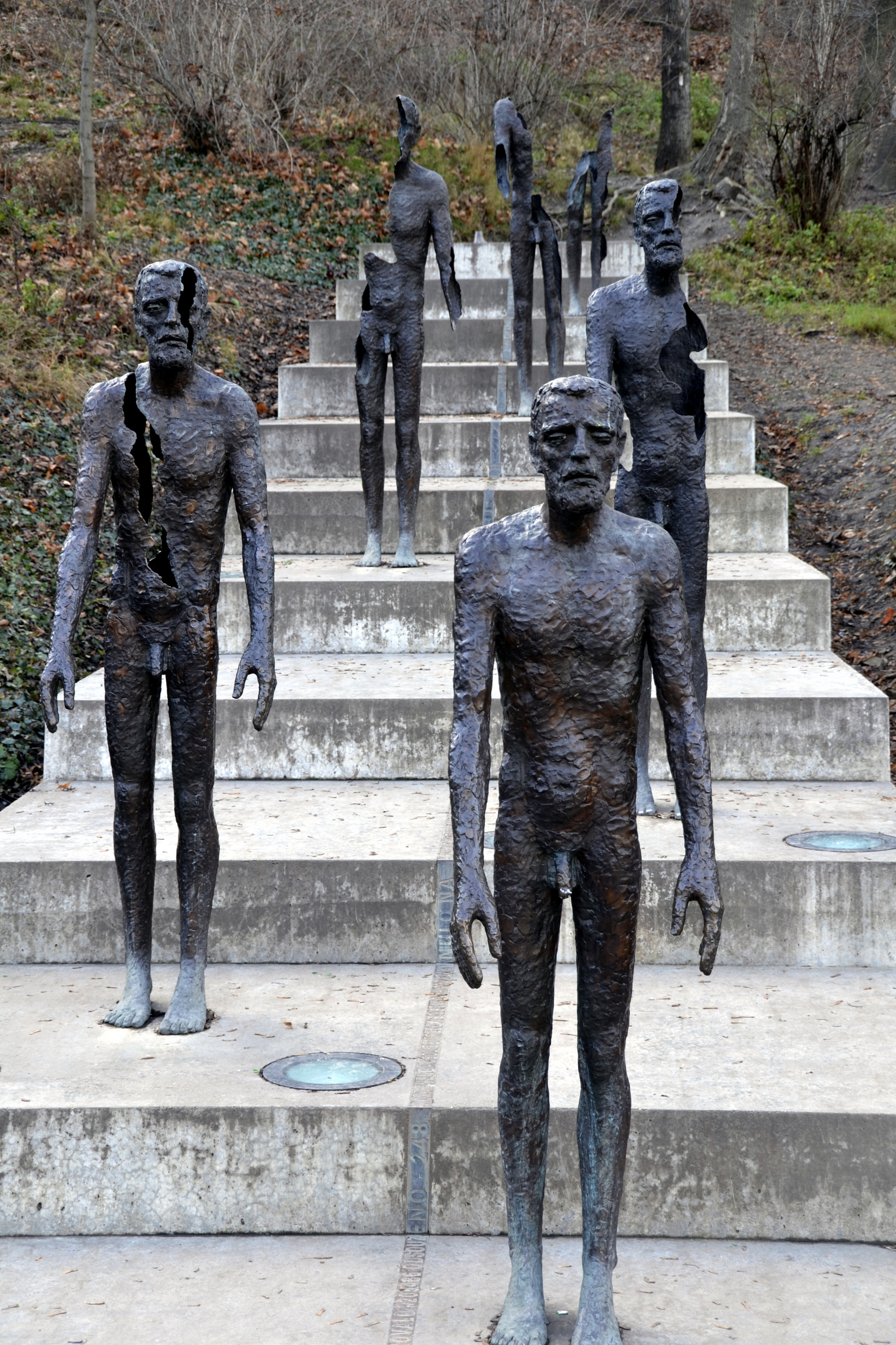
Figuren

Das Denkmal für die Opfer des Kommunismus (tschechisch: „Pomník obětem komunismu“) ist eine Gedenkstätte, die an die Opfer der kommunistischen Diktatur zwischen 1948 und 1989 in der Tschechoslowakei erinnert. Es befindet sich am Fuß des Petřín auf der linken Seite der Moldau in Prag.

## Geschichte
Das Denkmal wurde am 22. Mai 2002 enthüllt, zwölf Jahre nach dem Fall des Kommunismus, und ist das Werk des tschechischen Bildhauers Olbram Zoubek und der Architekten Jan Kerel und Zdeněk Hölzel. Seine Errichtung wurde von der Prager Gemeindeverwaltung und dem „Bund der Politischen Gefangenen“ (KPV) unterstützt.
Das Denkmal für die Opfer des Kommunismus zeigt auf einer absteigenden Treppe sieben Bronzefiguren. Die Statuen lösen sich auf je weiter weg sie vom Betrachter stehen. Sie verlieren Gliedmaßen und ihre Körper fragmentieren.
Ein Bronzestreifen, der entlang der Mitte der Gedenkstätte verläuft, vermerkt die geschätzte Zahl der Opfer des Kommunismus in der Tschechoslowakei:
- 205.486 verhaftet
- 170.938 ins Exil gezwungen
- 4500 im Gefängnis gestorben
- 327  auf der Flucht erschossen
- 248 hingerichtet

Eine Bronzetafel in der Nähe hat folgende Inschrift: „Die Gedenkstätte für die Opfer des Kommunismus ist allen Opfern gewidmet – nicht nur denjenigen, die eingesperrt oder hingerichtet wurden, sondern auch denjenigen, deren Leben durch die totalitäre Gewaltherrschaft ruiniert wurde.“

## Kontroverse
Vor der Enthüllung des Denkmals erschienen Berichte in Prager Medien darüber, wer an der Feier teilnehmen sollte. Präsident Václav Havel, einer der führenden Dissidenten während der kommunistischen Diktatur, gehörte zu denjenigen, die erst kurz vor der Enthüllungszeremonie eingeladen wurden. Schließlich lehnte er es ab teilzunehmen.
Das Denkmal erhielt keine uneingeschränkte Zustimmung. Künstler bezeichnen das Denkmal als Kitsch, andere kritisieren, dass es keine weiblichen Figuren gibt. Eine der Statuen wurde durch zwei Bombenexplosionen im Jahr 2003 beschädigt. Wer für die Anschläge verantwortlich war, ist bis heute nicht geklärt.